# 葡萄汁

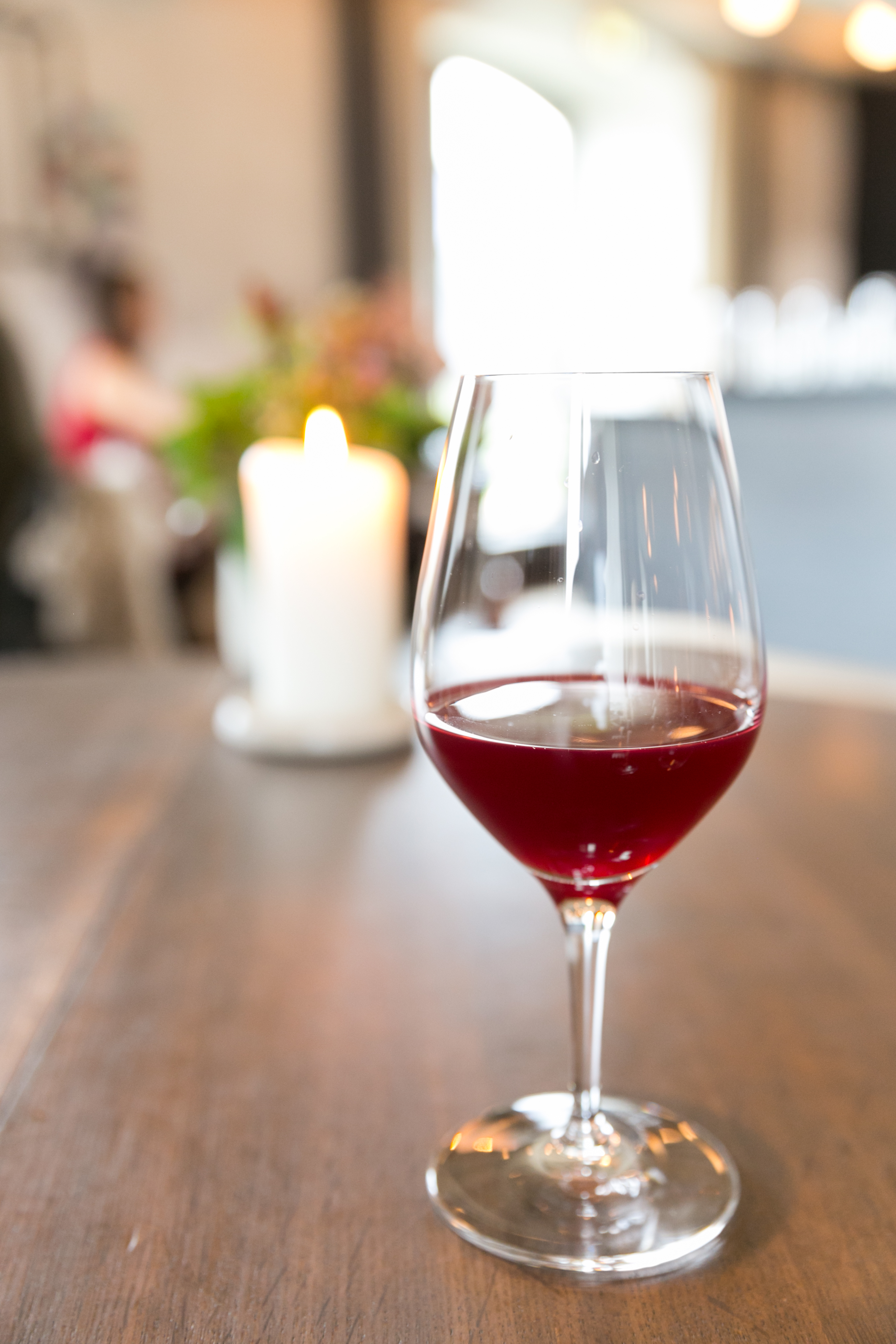
葡萄汁

葡萄汁是由葡萄果肉榨出的果汁。它经常用来发酵后制取葡萄酒或白兰地。在酿酒工业中，葡萄汁是一种必需的产品。葡萄汁有时候也加糖，作为一种不含酒精的饮料。保存葡萄汁需要使用巴氏消毒法，因为未经处理的果汁中往往自然含有葡萄上的酵母会自然发酵。

## 葡萄汁的成分
商业出售的葡萄汁和葡萄汁饮品包含有防腐剂和着色剂，有时候还添加有维生素。和葡萄酒一样，葡萄汁也含有抗氧化剂例如类黄酮，有益于身体健康。这些抗氧化剂被证明有益于皮肤。
美国产的葡萄汁与英国和法国产的葡萄汁口味迥异。

## 基督教
在部分改革宗教會的儀式中，葡萄汁是聖餐禮的材料，而不是葡萄酒。因為葡萄酒是發酵過的，而基督教徒們認為酵代表罪惡（哥林多前書5:6-8），所以聖餐禮中采用無酵餅，部分教徒堅持用葡萄汁也是出于這個原因，且又用一杯，代表同領一個杯（馬太福音26:29）。